# Willy Fitting
William Édouard Ernest „Willy” Fitting (ur. 25 stycznia 1925 w Lozannie, zm. 26 kwietnia 2017 w Buchillon) – szwajcarski szpadzista, brązowy medalista igrzysk olimpijskich.
Na igrzyskach olimpijskich w Helsinkach w 1952 roku Szwajcarzy w składzie: Otto Rüfenacht, Paul Meister, Oswald Zappelli, Mario Valota, Willy Fitting i Paul Barth zajęli trzecie miejsce w szpadzie drużynowej, po porażce w rundzie finałowej z reprezentacjami Włoch i Szwecji oraz zwycięstwie nad zespołem z Luksemburga. Został zgłoszony do startu w szabli drużynowej, jednak ostatecznie nie wystąpił.
Nie zdobył medalu mistrzostw świata.
Jego ojciec Édouard, wuj Frédéric oraz ciotki Emma i Suzanne Bonnard także uprawiali szermierkę.